# Jungmädelbund

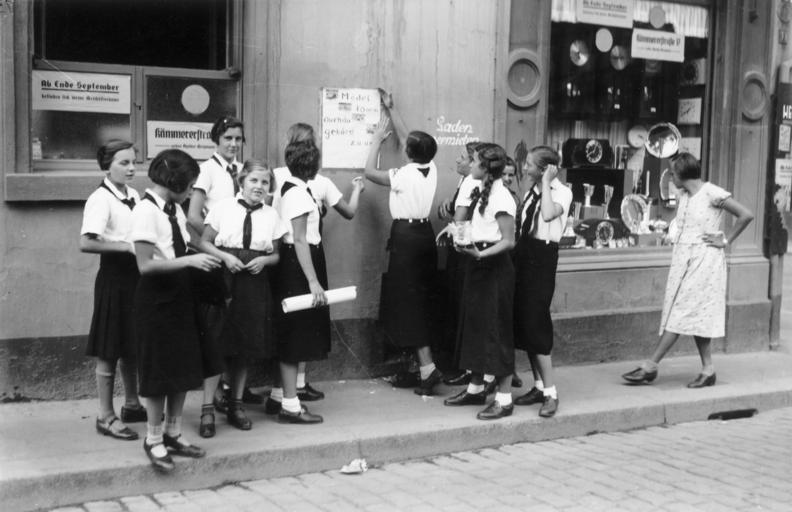
Jungmädelbund, Werbung

Jungmädelbund (JM), var Nationalsocialistiska tyska arbetarepartiets (NSDAP) partiorganisation för flickor i åldern 10–13 år. JM var den kvinnliga motsvarigheten till Deutsche Jungvolk, partiorganisationen för pojkar. Medlemskapet var obligatoriskt från 1936. Vid 14 års ålder gick flickorna vidare till Bund Deutscher Mädel (BDM), som också var dess överordnade organisation.